# Сдружение „Форум Наука“
Сдружение „Форум Наука“ е организация, чиято основна цел е популяризиране и разпространение на знанието и науката в България.
Благодарение на разнообразните си дейности предлага поле за изява на най-голямата и динамична научна общност в българското интернет пространство.

## История
Идеята за научно списание „Българска Наука“ се ражда през 2005 г., когато братята близнаци Петър и Росен Теодосиеви от Добрич, тогава още в X клас, създават сайт и правят първите си публикации. Списанието е интердисциплинарно – в него намират място теми от различни сфери на науката: българска история, медицина, биология, физика, химия, математика, военно дело, космически технологии и др. Много скоро към екипа се присъединяват ентусиасти от България и сънародници от чужбина, а популярността на инициативата расте. През 2016 г. електронното списание има 10 броя и е изтеглено в PDF формат 1 328 470 пъти. От 2016 г. Петър Теодосиев става собственик и председател на Сдружение Форум Наука и проекта БГ Наука.

## Сайт
Сдружение „Форум Наука“ поддържа уеб портал „Българска наука“ с актуална информация, различна от представяната в неговите списания. За издръжка на всички свои проекти организацията си набавя приходи по европейски проекти, чрез които реализира поставените си социални идеи. Освен това изгражда и поддържа електронен магазин. През 2017 г. списанието "Българска наука" става с платен абонамент, за да може да се издържа проекта БГ Наука. 

## Форум
Форум „Наука“ съществува от края на 2015 г. Вече 11 години продължава да събира учени, специалисти и любители в различни научни дисциплини. За този период потребителите дискутират заобикалящия ни свят в над 15 000 теми, с над 350 000 мнения, а всеки месец се чете от над 100 000 души. Това нарежда форум „Наука“ сред едни от малкото активни форуми в България – полезно и нужно място за свободна обмяна на мисли и знания.

## Списания
Сдружение „Форум Наука“ издава няколко уеб списания:
- Списание „Българска Наука“[4] излиза всеки месец и се разпространява безплатно в интернет. Стартира в края на 2005 г., като предлага на читателите си разнообразна, интересна и нова информация. Всеки месец списанието достига до над 100 000 читателя. Предлага задълбочени научнопопулярни изложения и статии, разработени от българската академична общност. Привлича читатели и ентусиасти, които имат възможността безплатно да изпращат свои материали. Списанието също така се индексира в НАЦИД и Google Scholar;

- Списание „Българска наука и медицина“[5][6] стартира през юни 2016 г. и е оформено в самостоятелен уеб портал. Изготвя се от Петър Теодосиев – главен редактор, Росица Ташкова – молекулярен биолог и Владимир Попов – магистър фармацевт, както и външни автори в различни области;

- European Science е проект на електронно англоезично списание, чрез което българските учени да споделят труда си с целия свят.
- Сборник 100 лица зад българската наука е поредица, която включва само български учени и цели популяризиране на научните работници и тяхната работа сред обществото. Броя може да се изтегли безплатно.

## Филми
Сдружение „Форум Наука“ продуцира два документални филма, на тематика българска история:
- „Трагедия и слава“ (2013), посветен на 100-годишнината от Междусъюзническата война[7][8];
- „На Нож!“ (2012), посветен на 100-годишнината от Балканската война[9][10].

## Книги
- 2013 – Сдружение „Форум Наука“ издава и разпространява на книжния пазар „(Не)обикновените животни“ – първата книга, за българския книжен пазар, посветена на необикновеното в света на животните. Автор е член на екипа на „Българска Наука“ – д-р Чавдар Черников;
- 2014 – издава сборник с всички научни институции и организации в България, разпространен из библиотеките в страната;
- 2017 – Проект за детска енциклопедия.

## Изяви

### Като организатор
Сдружение „Форум Наука“ организира множество събития за популяризиране на науката в България и възпитание в патриотизъм, измежду които:
- 2014, 2013, 2012 – съорганизатор и медиен партньор на първия за България „Софийски Фестивал на Науката“[11], организиран от Британския съвет – България;
- 2014 – партньор на проект U-Mutlu Gençler! – „U-Happy Teens!, Соргун, Турция;
- 2014 – медиен партньор в NASA International Space Apps Challenge и организира конкурса в Бургас съвместно с община Бургас и партньори;
- 2014 – организира първата по рода си среща между бизнеса и науката „Бизнесът среща науката“ с гост лектори Христо Попов, Владимир Божилов, Галя Пенчева и Светлана Горанова в бизнес сградата на финансова група Karoll;
- 2014 – партньор на Европейски ученически парламент (EUSP)[12];
- 2013 – партньор в реализирането на проекта за слепи младежи „Прочети ми“[13];
- 2012 – Сдружение „Форум Наука“ разработва проект „Почети Ми“[14][15], в сферата на неформалното образование, в сътрудничество със сдружение „Щастливо дете“, с цел разширяване и обогатяване знанията на младежи в неравностойно положение и по-конкретно незрящи. Участие в проекта вземат известни лица от ефира на БНТ, БНР и др. четат материали от списанието и с гласовете си приобщават млади хора към науката.
- 2011 – съорганизатор и медиен партньор на първия за България „Софийски Фестивал на Науката“[16], организиран от Британски съвет – България;
- 2010, 2011 – съорганизатор на първия проект за космическо образование в България „Космически предизвикателства 2010“[17] на сдружение „Циолковски“;
- 2010 – организатор на първия за България конкурс за Късометражен документален филм.

### Участия в проекти
Сдружение „Форум Наука“ участва в редица проекти от Армения, Беларус, България, Германия, Естония, Полша, Ирландия, Италия, Литва, Румъния, Сърбия, Турция и Унгария, измежду които:
- 2014 – проект „Европейска нощ на учените“[19];
- 2014 – проект за насърчаване на разделното събиране на отпадъците сред най-малките ученици в Бургас, заедно със Сдружение „Хамалогика“;
- 2014 – участие в проекта „Let’s get to know – Erasmus +“ в Полша[20];
- 2014 – участие в най-големия проект на Европа за научната култура на градове PLACES[21];
- 2013 – участие в Международна научно-приложна конференция по Информационни технологии (International Conference on Information Technologies – InfoTech).
- 2012/13 – участие в проект „Културно-историческите паметници в област София-град“;
- 2011 – участие в национален семинар „Център за управление на сушата в югоизточна Европа: съвременен модел за мониторинг, оценка и влияние на засушаванията в България“[22], София 28 – 29 ноември 2011 г. на тема „Добри практики при популяризиране на проблематиката за засушаването в България“.

## Отличия
- 2013 – Сдружение „Форум Наука“ печели проект по програма „Младежта в действие“[23] „Българска Наука в действие“ за създаване на сборник с всички научни институции и организации в България, издаден на хартиен носител през 2014 г.[24];
- 2012 – Управителният съвет на Център „Икуо Хираяма“ награждава филма „На Нож“ в знак на признание на приноса му към обществено значимо събитие – честване на 100 години от началото на Балканската война. Филмът представлява задълбочен завладяващ разказ за каузата на българската общност, героизма на българския дух и народ.[25] Продуценти на продукцията са Петър Теодосиев и Росен Теодосиев.